# República (Schiff, 1915)
Die República war eine 1916 gebaute Sloop, die die Royal Navy als Gladiolus in Dienst gestellt hatte. 1920 an die Marinha Portuguesa verkauft, wurde sie erst als Kreuzer und 1932 als Aviso klassifiziert. 1943 wurde sie abgewrackt.

## Bau und technische Daten
Die Gladiolus gehörte zur dritten Serie der Flower-Klasse aus dem Ersten Weltkrieg – der Arabis-Klasse –, von der 1915 insgesamt 44 Schiffe gebaut wurden. Mit der dritten Gruppe der Arabis-Klasse wurde die Gladiolus im Juli 1915 von der Admiralität in Auftrag gegeben und auf der Werft Charles Connell & Company in Scotstoun, Glasgow, unter der Baunummer 379 auf Kiel gelegt. Der Stapellauf erfolgte am 25. Oktober 1915, die Indienststellung bei der Royal Navy im Dezember des Jahres.
Ihre Länge betrug 77,81 Meter, sie war 10,24 Meter breit und hatte einen Tiefgang von 3,62 Metern. Die Konstruktionsverdrängung betrug 1250 Tonnen. Der Antrieb bestand aus einer 4-Zylinder-Dreifach-Expansionsmaschine mit zwei Kesseln, die 2200 PS erzielte und auf eine Schraube wirkte. Damit erreichte sie eine Höchstgeschwindigkeit von 16 Knoten. Als Bewaffnung trug sie in der Royal Navy zwei einzelne 7,6-cm-Geschütze und zwei einzelne 4,7-cm-Flugabwehrkanonen. Die Besatzungsstärke betrug 77 Offiziere und Mannschaften.

### Im Dienst der Royal Navy

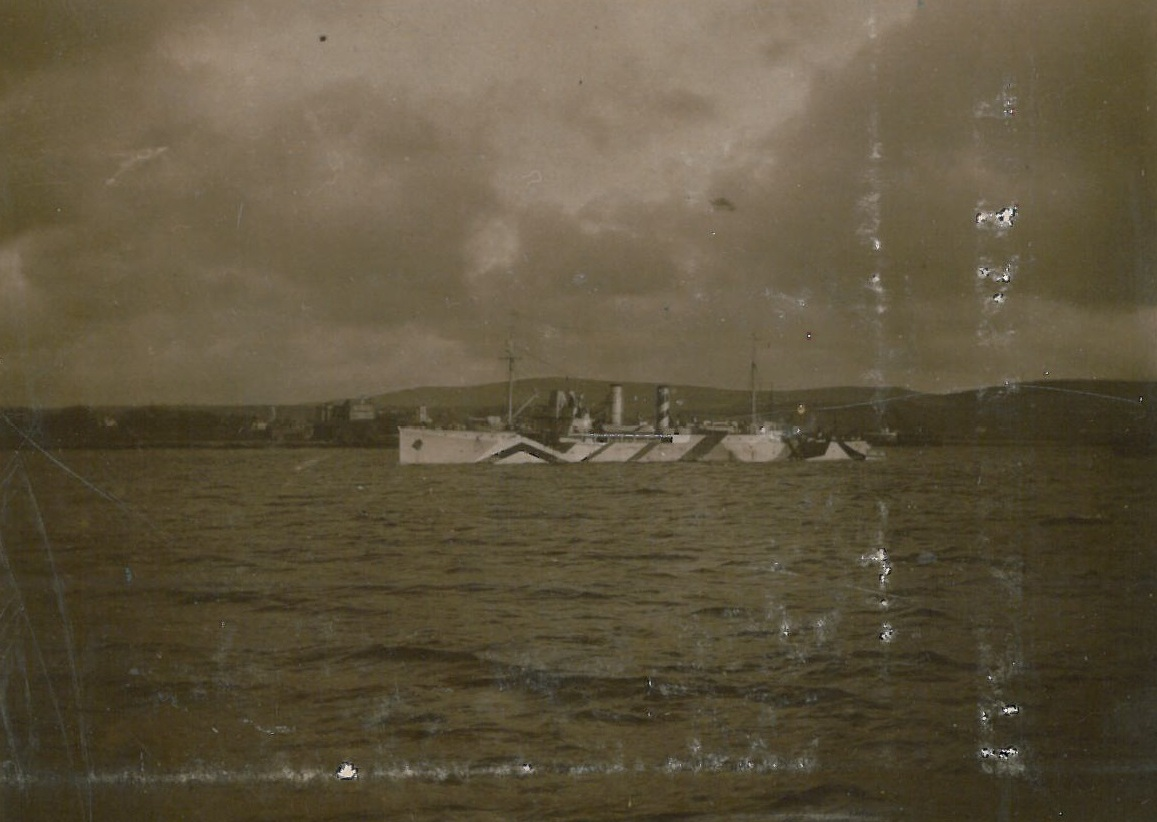
Die Gladiolus im Jahr 1917

Die Indienststellung durch den ersten Kommandanten, Lieutenant Commander Frederic B Coppin, erfolgte am 30. Dezember 1915. Die Gladiolus wurde der neugebildeten Minensucheinheit „10th Sloop Flotilla“ zugeordnet, die zu dieser Zeit aus den Sloops Alyssum, Buttercup, Gladiolus, Mignonette, Poppy und Rosemary bestand. Das Schiff wurde zunächst in Queenstown in Irland stationiert.
Etwa mit Wiederaufnahme des uneingeschränkten U-Boot-Krieges durch die Oberste Heeresleitung der Deutschen im Februar 1917 wurde die Gladiolus wie die 10th Sloop Flottilla dem Vizeadmiral der Irischen See unterstellt und verstärkt für Geleitzugeskorten sowie die U-Boot-Bekämpfung in der Irischen See und rund um Schottland herangezogen. Die Flottille scheint im Sommer/Herbst 1917 aufgelöst worden zu sein, die Gladiolus verblieb weiterhin in der Irischen See, ohne das klar ist, welcher Einheit sie angehörte. Im Sommer 1918 gehörte sie zur „Third Sloop Flottilla“, an ihrer Aufgabe hatte sich nichts geändert. Während des gesamten Krieges ist eine Beteiligung der Gladiolus an der Versenkung gegnerischer Schiffe nicht nachweisbar.
Nach dem Krieg wurden die meisten Schiffe der Flower-Klasse außer Dienst gestellt und verkauft oder abgewrackt. Die Gladiolus war vom dritten und letzten Kommandanten, Lieutenant Commander Ralph H. Deane, bereits am 2. August 1918 außer Dienst gestellt worden. Das Schiff wurde zunächst aufgelegt, bevor es ebenfalls zum Verkauf anstand.

### Im Dienst der Marinha Portuguesa
Im März 1920 erwarb die portugiesische Marine das Schiff wie die ebenfalls gekaufte Jonquil, ebenfalls eine Sloop der Flower-Klasse. Die bisherige Gladiolus erhielt den Namen República zum Gedenken an die Gründung der Republik im Jahr 1910 und war damit nach der Strandung des gleichnamigen Kreuzers República 1915 das zweite Schiff dieses Namens. Die República wurde zunächst einem Umbau unterzogen, bei der sie unter anderem eine erweiterte Bewaffnung mit zwei zusätzlichen 10,2-cm-Geschützen erhielt und anschließend als Kreuzer klassifiziert wurde. Die Besatzung bestand nun aus 149 Offizieren und Mannschaften.
Die ungewöhnliche Klassifizierung entspricht weniger dem Schiffstyp, sondern den zugeteilten Aufgaben, die sich an denen der Geschützten Kreuzer orientierte. Die Aufgaben der República beinhalteten die Ausbildung und das Training der Mannschaften, die Repräsentation des Landes im Ausland und den Kolonialdienst. Zu den meisten dieser Routineaufgaben liegen nur wenige Überlieferungen vor. Mediale Aufmerksamkeit erhielt die República 1922, als sie die beiden Piloten Gago Coutinho und Sacadura Cabral unterstützte, die als erste mit dem Flugzeug über die Südatlantikroute von Lissabon nach Rio de Janeiro flogen. Die Überquerung vom 30. März bis 5. Juni 1922 erfolgte in mehreren Etappen und die República transportierte wie ihr Schwesterschiff eines der Ersatzflugzeuge.
Von 1925 bis 1927 war die República in Hongkong stationiert. Während dieser Zeit beteiligte sie sich am Schutz der portugiesischen Gemeinden in Guangzhou und in Shanghai während der Unruhen infolge des chinesischen Bürgerkrieges. 1932 wurde die Klassifizierung angepasst und das Schiff als „Aviso 2. Klasse“ eingestuft. Die República wurde anschließend in Angola stationiert. 1939 wurde das Schiff schließlich ausgemustert und 1943 abgewrackt.